# Black Belt (videogioco)
Black Belt, distribuito in Giappone come Hokuto no Ken (北斗の拳?), è un videogioco picchiaduro a scorrimento laterale, prodotto e distribuito dalla SEGA, e pubblicato per Sega Master System il 20 luglio 1986.
Si tratta del primo videogioco basato sulla serie Ken il guerriero pubblicato dalla SEGA, e nel 1989 ha avuto un sequel intitolato Last Battle. Nel videogioco il giocatore controlla il personaggio di Kenshiro, nella sua ricerca dell'amata Julia, rapita dal crudele Shin, viaggiando in un mondo postapocalittico, popolato da mutanti e vari nemici.
La trama del videogioco segue la narrazione del manga e non quella dell'anime.
Black Belt ne è il porting occidentale con notevoli variazioni sugli sprite, sui fondali e in generale con la rimozione di ogni riferimento all'opera Ken il guerriero.

## Trama

### Capitolo primo
Il primo capitolo riguarda il primo volume del manga dal titolo Il guerriero di Hokuto, corrispondente ai primi quattro episodi dell'anime.
Qui il giocatore affronta i quattro fanti dell'esercito di Shin nell'ordine con il quale appaiono nella serie TV; il boss finale è Shin, e per sconfiggerlo l'ultimo colpo da sferrare è un pugno in piedi.

### Capitolo secondo
Il secondo capitolo riguarda il combattimento di Kenshiro contro l'Armata di Dio, ovvero il volume #2 Quando cade una stella.
Qui il giocatore affronta in sequenza il Maggiore ed il Sergente Mad; il boss finale è il Colonnello Karmell, e per sconfiggerlo l'ultimo colpo da sferrare è un pugno in piedi.

### Capitolo terzo
Il terzo capitolo riguarda il combattimento di Kenshiro contro i Guerrieri guidati dallo Sciacallo, corrispondente al terzo volume L'uomo di Nanto.
Qui il giocatore affronta prima Fox e poi il boss finale, ovvero il Figlio del Diavolo, che va sconfitto colpendolo alla fine con un colpo in salto.

### Capitolo quarto
Il quarto capitolo riguarda l'arrivo di Kenshiro a Cassandra, storia a cavallo tra i volumi 6 e 7 del manga.
Qui il giocatore affronta in sequenza Wiggle e Zarqa e Qasim; il boss finale è Toki, che una volta sconfitto non verrà ucciso.

### Capitolo quinto
Il quinto capitolo riguarda il combattimento di Kenshiro contro l'esercito di Souther, volume 11 del manga.
In questo capitolo i semi-boss sono dei guerrieri armati di lanciafiamme; il boss finale è Souther.

### Capitolo sesto
Il sesto capitolo riguarda la sfida finale tra Kenshiro e Raoul.